# Covenanter (танк)
Крейсерський танк Модель 5, «Ковенантор» (англ. Tank Cruiser Mk V Covenanter),A13 Mk III — британський крейсерський танк періоду Другої світової війни. Був розроблений 1939 року як подальший розвиток серії крейсерських танків та заміна крихким Mk III і Mk IV. З 1939 року було вироблено 1771 екземпляр. Незважаючи на значне покращення порівняно з попередниками, танк був визнаний невдалим і в бойових діях участі практично не брав. Випущені «Ковенантори» використовувалися переважно в навчальних цілях, а також перероблялися в мостоукладники, командирські машини та БРЕМ.

## Модифікації
- Covenanter Mk I — Mk IV— чотири модифікації, що відрізнялися лише незначними змінами в системі охолодження.
- Covenanter CS — варіант, призначений для підтримки піхоти та озброєний тридюймовою гаубицею замість гармати.